# 윈머지
윈머지(WinMerge)는 문서간 텍스트 비교 파일의 데이터 비교 및 병합을 위한 무료 소프트웨어 도구이다. 또한 버전 간에 변경된 사항을 확인한 다음 버전간에 변경 사항을 병합하는 데 유용하기도 하다.
계획된 개발 버전 3.x에 대해서는 2011년부터 3.0 코드베이스에 대한 주석이 없다. 비트버킷(Bitbucket)의 위키페이지(Wikipage)와 저장소(repository)가 삭제되면서 2017-09-24, 개발이 중단 된 것으로 간주되기도 한다.
그러나 2011년에 2.x라는 제목의 코드베이스 "WinMerge 2011"이 포크로 만들어졌었다. 이 새로운 버전은 활성 기능 및 버그 수정 개발을 포함하도록 업데이트되었으며, 또한 WinMerge가 무료 Visual C ++ Express 버전을 사용하여 빌드 될 수 있도록 ATL / MFC 종속성을 제거함으로써 대중성과 확장성을 강화했다.
윈머지는 마이크로소프트 윈도우 환경(Microsoft Windows)에서 실행된다.

## 같이 보기
- 구문 분석